# Aphthona parnassicola
Aphthona parnassicola is een keversoort uit de familie bladkevers (Chrysomelidae). De wetenschappelijke naam van de soort werd in 1944 gepubliceerd door Heikertinger.